# Dżubran Bassil
Dżubran Bassil, arab.: جبران باسيل, ang.: Gebran (Jibran) Bassil (ur. 21 czerwca 1970) – libański polityk, maronita, członek Wolnego Ruchu Patriotycznego, zięć Michela Aouna. W latach 2008–2009 kierował ministerstwem telekomunikacji. W gabinecie Saada al-Haririego był ministrem energii i wody. Zachował to stanowisko w rządzie Nadżiba Mikatiego.